# Buk (Pleterniceszentmiklós)
Buk falu Horvátországban, Pozsega-Szlavónia megyében. Közigazgatásilag Pleterniceszentmiklóshoz tartozik.

## Fekvése
Pozsegától légvonalban 15, közúton 18 km-re délkeletre, községközpontjától 5 km-re keletre, a Pozsegai-medence szélén, a Dilj-hegység lábánál, a Pozsegáról Diakóvárra menő főút mentén, Szvinna és Kalinić között, a Skočinovac-patak mentén fekszik. 

## Története
1483-ban a Siskóc nevű települést említik a határában „Syskowcz” alakban.
 A Buk név csak az 1545-ös török defterben tűnik fel először. A falu egykor nem a mai helyén, hanem délre, a Vrčin-Dol felé menő út mentén feküdt. A középkorban szvinnai uradalomhoz tartozott. 1698-ban „Buk” néven 10 portával szerepel a török uralom alól felszabadított szlavóniai települések összeírásában.  A török alóli felszabadulás után a bécsi kamara birtoka volt. 1702-ben és 1730-ban 15, 1758-ban 24 ház állt a településen. A 18. században lakói a mai helyre, a Pozsega-Diakóvár út mellé települtek át. Házaikat a középkori szvinnai Szent György templomtól keletre építették fel. Ettől nem messze építették fel 1760 körül saját templomukat, mely 1789-ben a plébánia alapításával plébániatemplom lett. Röviddel ezután megnyílt az iskola is és Buk a környék legjelentősebb településévé vált. A nagyrészt fából és sárral tapasztott vesszőfonadékból épített templom a 19. század elejére egyre rosszabb állapotú lett, így felmerült az igény az új, szebb templom építésére. A napóleoni háborúk és a pénz hiánya miatt az építkezés csak 1856-ban kezdődhetett el és 1860-ban fejeződött be. Az építés befejezéséhez az állam 16 ezer forinttal járult hozzá.
Az első katonai felmérés térképén „Dorf Buuk” néven található. Lipszky János 1808-ban Budán kiadott repertóriumában „Buk” néven szerepel.  Nagy Lajos 1829-ben kiadott művében „Búk” néven összesen 16 házzal, 149 katolikus vallású lakossal találjuk.  A 19. században a Monarchia más területeiről, főként Morvaországból cseh és német nyelvű lakosság telepedett ide.
A településnek 1857-ben 178, 1910-ben 294 lakosa volt. 1910-ben a népszámlálás adatai szerint lakosságának 54%-a horvát, 25%-a német, 16%-a cseh anyanyelvű volt. Pozsega vármegye Pozsegai járásának része volt. Az első világháború után 1918-ban az új szerb-horvát-szlovén állam, majd később (1929-ben) Jugoszlávia része lett. 1991-ben lakosságának 98%-a horvát nemzetiségű volt. A településnek 2011-ben 192 lakosa volt, akik főként a mezőgazdaságból éltek. 

## Lakossága
| Lakosság változása | Lakosság változása | Lakosság változása | Lakosság változása | Lakosság változása | Lakosság változása | Lakosság változása | Lakosság változása | Lakosság változása | Lakosság változása | Lakosság változása | Lakosság változása | Lakosság változása | Lakosság változása | Lakosság változása | Lakosság változása |
| ------------------ | ------------------ | ------------------ | ------------------ | ------------------ | ------------------ | ------------------ | ------------------ | ------------------ | ------------------ | ------------------ | ------------------ | ------------------ | ------------------ | ------------------ | ------------------ |
| 1857               | 1869               | 1880               | 1890               | 1900               | 1910               | 1921               | 1931               | 1948               | 1953               | 1961               | 1971               | 1981               | 1991               | 2001               | 2011               |
| 178                | 167                | 188                | 250                | 258                | 294                | 275                | 263                | 295                | 289                | 266                | 286                | 276                | 220                | 224                | 192                |

## Nevezetességei
Szent György vértanú tiszteletére szentelt római katolikus plébániatemploma 1856 és 1860 között épült. Felszentelése 1860. május 13-án történt. Hosszúsága 31, szélessége 12 méter. A templom Pozsega vidékének egyik legnagyobb és legszebb temploma, melynek tornya már messziről jól látható. Története során többször, így 1888-ban, 1905-ben és 1928-ban újították, de fel kellett újítani az 1937-es és az 1968-as földrengések után is. Orgonáját 1888-ban építették. Tornyában 1963 óta négy harang található. A plébániaházat 1820-ban építették.

## Kultúra
A buki „Slivenka” kulturális és művészeti egyesületet 2010. március 15-én alapították. Az egyesület ma mintegy 150 tagot számlál, ifjúsági és felnőtt folklór szekciókkal, énekkarral, tánccsoporttal, tamburazenekarral működik. 

## Oktatás
A településen a pleternicai elemi iskola területi iskolája működik. Az első iskolát a faluban még 1858-ban alapították. Az iskolában ma három pedagógus dolgozik.